# Api (mitologia greca)
Api (in greco antico: Ἄπις?, Ápis) è un personaggio della mitologia greca. Fu un Re di Argo.

## Genealogia
Figlio di Foroneo e della ninfa Teledice o Cinna o Cerdo od anche Peito, Laodice o Perimede.

## Mitologia
Istituì un governo tiranno e chiamò "Apia" la parte del Peloponneso sotto il suo dominio. Probabilmente fu ucciso dopo una cospirazione tra il re di Sparta Telchione e Telchi.
La sua morte fu vendicata da Argo Panoptes che condannò a morte i due cospiratori.

## Serapis
Questo personaggio mitologico ha dei risvolti in Egitto in quanto è stato detto che dopo la sua morte è stato adorato come un dio sotto il nome di Serapis (Σάραπις). Questa confusione è ancora più evidente nella tradizione poiché Apis cedette il suo regno (Argo) a suo fratello e se ne andò in Egitto, dove regnò ancora per diversi anni e tornando ai greci, Apis è considerato uno dei primi legislatori.
In Egitto inoltre, esisteva una figura mitologica a lui riconducibile (Serapis).